# Estação Ilhotas
A Estação Ilhotas é uma estação integrante da Linha 1 do Metrô de Teresina, administrada pela Companhia Ferroviária e de Logística do Piauí, localizada na Rua São Lourenço, no bairro Ilhotas, cidade de Teresina, estado do Piauí, Brasil.

## Histórico
A estação foi planejada no projeto original do Metrô de Teresina de 1977, realizado pela Empresa Brasileira de Transportes Urbanos (dirigida na época pelo político piauiense Alberto Silva). O projeto inicial contemplava a construção de 8 estações (Matinha, Frei Serafim, Ilhotas, Naylândia, Colorado, Renascença, Novo Horizonte e Itararé I), o rebaixamento de 16 km de vias férreas e a aquisição de trens, a um custo total de US$ 22 milhões. Para reduzir os custos das obras, o projeto aproveitou ao máximo a linha férrea existente que corta Teresina, adotou trens a diesel cedidos pela RFFSA que operaram nas ferrovias do Rio Grande do Sul, e também manteve a bitola métrica já existente em suas vias.
As obras foram iniciadas em julho de 1987, durante a segunda governo do Governador Alberto Silva. A linha 1 do metrô entrou em teste operacional em novembro de 1990 e foi inaugurado comercialmente no dia 11 de janeiro de 1991 com a estação Ilhotas incluída na primeira fase.
Em março de 2024 foi assinada a ordem de serviço para a revitalização e modernização do Metrô de Teresina. A um custo de R$ 193 milhões o projeto contempla a duplicação da linha em todo o trecho de 13,5 km existente, que liga o bairro Itararé, na zona sudeste, ao Centro da capital, o que deve permitir a circulação de dois trens simultaneamente, um em cada sentido.

## Ver Também
- Metrô de Teresina
- Linha 1 do Metrô de Teresina